# Ventnor City
Ventnor City város az USA New Jersey államában,  Atlantic megyében. Lakosainak száma 9210 fő (2020. április 1.).

## Népesség
A település népességének változása:

| 2010 | 10 650 |
| 2020 | 9 210  |